# Kettlotrechus pluto
Kettlotrechus pluto – gatunek chrząszcza z rodziny biegaczowatych i podrodziny Trechinae.

## Taksonomia
Gatunek został opisany w 1964 roku przez Everarda Baldwina Brittona jako Duvaliomimus pluto. Do nowego rodzaju Kettlotrechus przeniósł go w 2010 roku James Ian Townsend.

## Opis
Ciało długości 6,25 mm, rudobrązowe z czułkami, głaszczkami i odnóżami nieco żółtawo-brązowymi. Głowa o wydłużonym aparacie gębowym. Oczy szczątkowe, bardzo małe, kształtu soczewkowatego. Czułki bardzo długie, sięgające niemal wierzchołka pokryw. Przedplecze wydłużone o kątach tylnych bardzo ostrych i skierowanych na zewnątrz, a linii środkowej wgłębionej. Krawędzie boczne z 1 szczecinką w wierzchołkowej ¼. Pokrywy eliptyczne o kątach ramieniowych wyraźnych, rzędach silnie wgłębionych, a międzyrzędach wyraźnie wypukłych. Tylne golenie łukowate, a przednie z kilkoma szczecinkami po wewnętrzno-wierzchołkowej stronie. Edeagus samca zbliżony do tego u K. orpheus, lecz nieco dłuższy i bardzo słabo odgięty ku górze na wierzchołku. Samica z dwoma kolcami na wewnętrznej krawędzi hemisternitów. Spermateka samicy zredukowana do niewielkiego guzka blisko szyjki torebki kopulacyjnej.

## Występowanie
Gatunek ten jest endemitem Nowej Zelandii, znanym wyłącznie z Wyspy Północnej.